# 士麦那的彼翁
彼翁（英語：Bion of Smyrna），约活动于公元前100年前后。为斯穆尔纳附近的弗罗撒人，古希腊田园诗人之一，但他的生平鲜为人知，现仅存17个残篇。

## 扩展阅读
- 本条目包含来自公有领域出版物的文本: Chisholm, Hugh (编).  (第11版). London: Cambridge University Press. 1911.